# Cleveland Rosenblums
I Cleveland Rosenblums sono stati una società di pallacanestro statunitense, che ha militato nella American Basketball League.

## Storia
Fondati da Max Rosenblum, hanno vinto il titolo in tre occasioni: 1925-26, 1928-29 e 1929-30. Durante le partite di play-off del 1926, la media degli spettatori al Cleveland Public Hall fu di circa 10.000, e il prezzo dei biglietti variava dai 0,75 a 1,65 dollari dell'epoca.
Nella stagione successiva i Rosenblums persero la finale per il titolo contro i Brooklyn Celtics, mentre nel 1927-28 furono eliminati al primo turno dei play-off dai Fort Wayne Hoosiers. Max Rosenblum decise così di ingaggiare alcuni tra i più forti giocatori dell'epoca: Joe Lapchick, Dutch Dehnert, Pete Barry. La squadra tornò così al successo, centrando due titoli consecutivi.
Con la grande depressione, la media degli spettatori diminuì, e di conseguenza la squadra entrò in crisi. Nel dicembre 1930 cessò così la propria esistenza, dopo aver disputato la prima metà di stagione.

## Cronistoria
- 1925-26: campioni
- 1926-27: finalisti
- 1927-28: 2º posto nella Western Division, eliminati ai play-off dai Fort Wayne Hoosiers
- 1928-29: campioni
- 1929-30: campioni
- 1930-31: 7º posto nel primo girone, e in seguito ritirati.